# György király-sziget

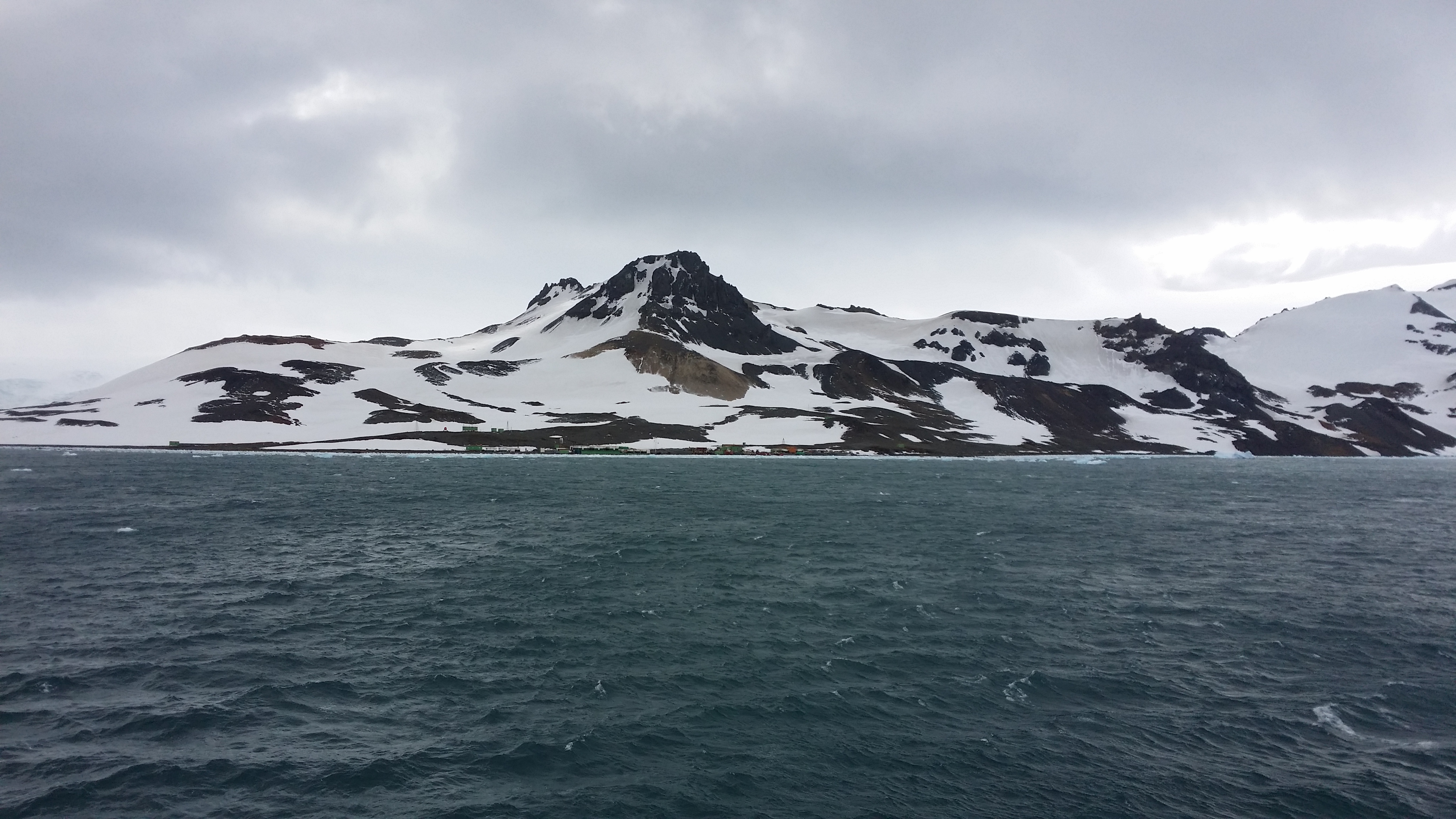
Az Admiralty Bay

A György király-sziget (angolul: King George Island, spanyolul (Chile): Isla Rey Jorge; Argentínában az Isla 25 de Mayo, vagyis a Május 25.-sziget név használatos) a Déli-Shetland-szigetek legnagyobb tagja; mintegy 120 kilométerre az Antarktisz partjaitól, a Déli-óceánban fekszik. Angol nevét III. György brit király után kapta.

## Földrajz
A sziget partvonalát három jelentősebb öböl tagolja, ezek – délkelet-északnyugati irányban haladva – a Maxwell-, az Admiralty- és a György király-öböl. Az Admiralty-öbölben végződő  három fjord  teszi a sziget partvonalát még szabálytalanabbá. A terület az Antarktiszi Megállapodás hatálya alá tartozik. 
Hozzávetőlegesen 95 km hosszú és 25 km széles, területe 1250 km2, legmagasabb pontja 705 méter. Területének mintegy 93%-a állandóan jéggel borított, de a jég visszaszorulóban van. Az itt található gleccserek legtöbbje a tengerben végződik.

## Története
A területre elsőként Nagy-Britannia nyújtotta be igényét, amelyet formálisan 1908-ban annektált, és a már birtokában lévő Falkland-szigetekhez csatolta; ma a sziget a Brit antarktiszi területhez tartozik.
A György király-szigetre azonban Chile (1940), és Argentína is kifejezte igényét (1943).
Felfedezője és egyben elnevezője a brit William Smith volt, aki 1819-ben pillantotta meg, miközben Montevideóból Valparaísóba tartott a hajóját a megszokottnál délebbre kormányozva. Ezután a vidékre egyre gyakrabban látogattak fókavadászok Déli-Georgiából.

## Élővilág
A sziget part menti részei a szélességi körhöz mérten viszonylag változatos élővilággal bírnak. Elefánt-, Weddell- és leopárdfókák; Adélie-, állszíjas- és szamárpingvinek is előfordulnak. A nyári hónapokban többek közt halfarkasok és déli óriáshojszák fészkelnek e területen.

## Emberi jelenlét

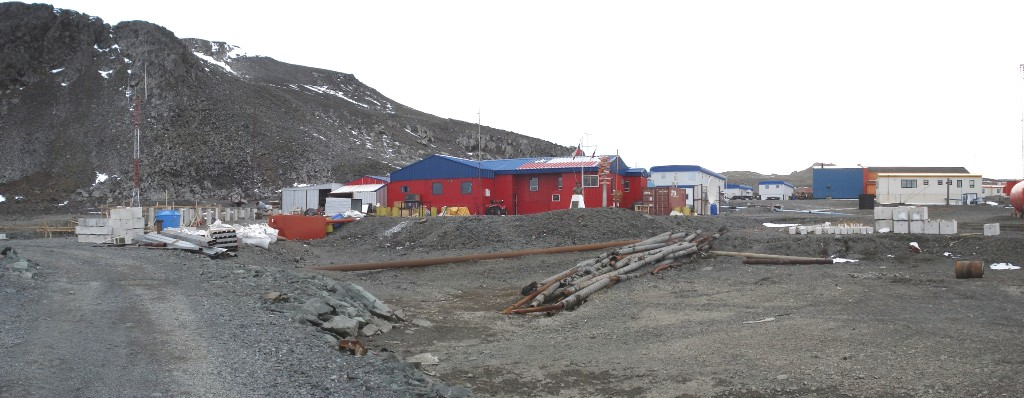
A chilei kézben lévő Presidente Eduardo Frei Montalva-kutatóállomás

Az ember jelenléte kutatóbázisokra korlátozódik, melyek között van például Lengyelország által üzemeltetett is (Arctowski-állomás). A bázisok többsége állandóan működik, kutatásokat végezve a paleontológia, a geológia, biológia és az ökológia területén is.
A chilei kutatóállomás (Presidente Eduardo Frei Montalva) rendelkezik többek között leszállópályával, postával, sőt bankkal is.
2004-ben az orosz fenntartású Bellingshausen-állomáshoz nem messze egy orosz ortodox templom épült, melynek állandó személyzete egy pap.
2013. december 8-án a szigeten elhelyezkedő argentin üzemeltetésű Carlini-állomáson az amerikai heavy metal együttes, a Metallica lépett fel.